# Nora Navas
Nora Navas Garcia (Barcellona, 24 aprile 1975) è un'attrice spagnola, vincitrice nel 2010 del Silver Shell al Festival internazionale del cinema di San Sebastián e nel 2011 del premio Goya e del premio Gaudí come migliore attrice per la sua interpretazione nel film Pa negre.

## Filmografia parziale

### Cinema
- Pa negre, regia di Agustí Villaronga (2010)
- Felices 140, regia di Gracia Querejeta (2015)
- Il cittadino illustre (El ciudadano ilustre) (2016), regia di Mariano Cohn e Gastón Duprat (2016)
- Ola de crímenes, regia di Gracia Querejeta (2018)
- Durante la tormenta, regia di Oriol Paulo (2018)
- Dolor y gloria, regia di Pedro Almodóvar (2019)

## Riconoscimenti
- Premio Goya
  - 2011 – Miglior attrice protagonista nel film Pa negre
  - 2022 – Miglior attrice non protagonista nel film Libertad
- Premio Gaudí
  - 2011 – Premio come miglior attrice protagonista nel film Pa negre
- Silver Shell
  - 2010 – Premio come miglior attrice protagonista nel film Pa negre